# Клоков Дмитро В'ячеславович
Дмирто В'ячеславович Клоков  (рос. Дмитрий Вячеславович Клоков, 13 лютого 1983) — російський важкоатлет, олімпійський медаліст.

## Виступи на Олімпіадах
| Олімпіада  | Дисципліна      | Місце |
| ---------- | --------------- | ----- |
| Пекін 2008 | важка категорія | 2     |